# Markus Scholz (Unternehmensethiker)
Markus Scholz (* 21. November 1978) ist ein deutscher Wirtschaftswissenschaftler und Unternehmensethiker. Er ist als Professor (W3) für Betriebswirtschaftslehre, insbesondere Responsible Management an der Technischen Universität Dresden tätig.

## Leben
Scholz studierte Wirtschaftswissenschaften, Philosophie und Philosophy of Economics an der Leibniz Universität Hannover und an der HAWK Hildesheim sowie Philosophie an der London School of Economics and Political Science. Anschließend war er wissenschaftlicher Mitarbeiter an der Leibniz Universität Hannover, wo er 2010 promovierte. Seine Dissertation, die von Paul Hoyningen-Huene und Alfred Kieser begutachtet wurde, beschäftigte sich mit dem Thema Theorietransfer in den Wirtschaftswissenschaften.
Seit Oktober 2022 ist Scholz Professor für Betriebswirtschaftslehre, insb. Responsible Management an der Technischen Universität Dresden.
Von 2012 bis 2022 war Scholz Stiftungsprofessor für Corporate Governance & Business Ethics an der Hochschule der Wirtschaftskammer Wien und leitete das Institute for Business Ethics and Sustainable Strategy (IBES) an dieser Hochschule. Das Institut forscht schwerpunktmäßig zu Fragestellungen der ökologisch, ökonomisch und gesellschaftlich nachhaltigen Unternehmensführung sowie zu den Themen Business Ethics, Corporate Governance, Strategy and Competitiveness und Sustainability Management.
2017 wurde Scholz als Mitglied des Ausschusses für Wirtschaftswissenschaften und Ethik in den Verein für Socialpolitik aufgenommen.
Scholz ist seit 2018 Visiting Scholar und Adjunct Professor am INSEAD sowie europäischer Botschafter der Giving Voice To Values Initiative.
Seit 2022 leitet Scholz den Arbeitskreis Wirtschaftsethik der deutschen Schmalenbach-Gesellschaft.
Seine bisherigen akademischen Positionen führten ihn u. a. als Senior Fellow an das Zicklin Center for Business Ethics Research an der Wharton Business School (2013–2017). Von 2016 bis 2017 führte er als europäischer Chairman das von der Harvard Business School organisierte Microeconomics of Competitiveness-Netzwerk.
Von September 2020 bis September 2022 leitete Scholz das von der Christian Doppler Forschungsgesellschaft und dem Bundesministerium für Digitalisierung und Wirtschaftsstandort geförderte Josef Ressel Zentrum für Collective Action und Responsible Partnerships. Das Zentrum erforschte die Entstehung, das Management, die Erfolgsmessung und die Legitimität sogenannter Collective-Action-Initiativen. Darunter werden kollaborative, langfristige Kooperationsprozesse zwischen Unternehmen und anderen Stakeholdern zur Lösung sozialer und ökologischer Herausforderungen verstanden.

## Werk und Rezeption
Die Forschungsschwerpunkte von Scholz liegen in den Bereichen Innovation und Transformation, strategisches Management sowie Wirtschaftsethik. Besonderes Augenmerk richtet er auf die Themen Unternehmen und Menschenrechte sowie das politische Engagement und die politische Verantwortung von Unternehmen, insbesondere die Frage, ob und in welcher Form sich Unternehmen zugunsten der liberalen Demokratie engagieren sollen.
Seine Arbeiten wurden in führenden internationalen Fachzeitschriften veröffentlicht, darunter Business Ethics Quarterly, Business & Society, California Management Review, Journal of Business Ethics, MIT Sloan Management Review, Organization Studies, Organization Theory und The British Journal for the Philosophy of Science.
Scholz’ Expertise findet regelmäßig Eingang in Medienberichte, etwa in ARD, ARTE, Die Presse, Der Standard, Die Zeit online, Frankfurter Allgemeine Zeitung, Forbes, Handelsblatt, Neue Zürcher Zeitung, ORF, Spiegel Online, WDR und Wirtschaftswoche.
Darüber hinaus ist er Mitglied in verschiedenen wissenschaftlichen und fachlichen Vereinigungen, unter anderem in der Academy of Management, der Society for Business Ethics sowie im Verein für Socialpolitik. Seit 2022 ist er wissenschaftlicher Koordinator des Arbeitskreises „Wirtschaftsethik“ der Schmalenbach-Gesellschaft.
Neben seiner akademischen Tätigkeit berät er öffentliche Einrichtungen und Unternehmen in den Bereichen Unternehmensstrategie, Corporate Social Responsibility, Responsible Management, Transformation und Nachhaltigkeit

## Schriften

### Ausgewählte Zeitschriftenbeiträge
- Scholz, M. & Smith, N.C. (2024): ‘What Makes Leaders Do the Right Thing?’, MIT Sloan Management Review, 66(1).
- Scherer, A., Neesham, C., Schoeneborn, D. & Scholz, M. (2023): ‘New Challenges to the Enlightenment: How Twenty-First-Century Sociotechnological Systems Facilitate Organized Immaturity and How to Counteract It‘, Business Ethics Quarterly, 33(3), pp. 409-439.
- Scholz, M., Smith, N.C., Riegler, M. & Burton, A. (2023): ‘Public Health and Multi-Stakeholder Partnerships: Pharmaceutical Company Engagement in COVAX’, Business & Society, OnlineFirst article.
- Riegler, M., Burton, A. M., Scholz, M. & de Melo, K. (2023): ‘Why Companies Team Up for Sustainable Development: Antecedents of Company Engagement in Business Partnerships for Sustainability’, Business Strategy and the Environment, pp. 1– 15.
- De los Reyes, G. & Scholz, M. (2022): ‘Assessing the Legitimacy of Corporate Political Activity: Uber and the Quest for Responsible Innovation’, Journal of Business Ethics, OnlineFirst article.
- Kump, B. & Scholz, M. (2022): ‘Organizational Routines as a Source of Ethical Blindness’, Organization Theory, Vol. 3 (1), February 26, 2022.
- Smith, N.C., Scholz, M. & Williams, J. (2021): ‘Does Your Business Need a Human Rights Strategy?’, MIT Sloan Management Review, December 2, 2021 [Winter issue].
- Scholz, M. (2020): ‘Die gesellschaftliche Verantwortung von Pharmaunternehmen für die Produktion, Preisgestaltung und Allokation von Covid-19-Impfstoffen’, Zeitschrift für Wirtschafts- und Unternehmensethik, Sonderband ‘Lehren aus Corona‘, Issue 1, 2020, pp. 215-226.
- Scholz, M. & Smith, N.C. (2020): ‘Six Ways Companies Can Promote and Protect Human Rights’, MIT Sloan Management Review, November 3, 2020 [Winter issue].
- Scholz, M. & Smith, N.C. (2020): ‘In the Face of a Pandemic: Can Pharma Shift Gears?’, MIT Sloan Management Review, April 16, 2020.
- Scholz, M. (2020): ‘Die neue Diskussion um den Sinn und Zweck von Unternehmen’ [The new debate on corporate purpose], Zeitschrift für Wirtschafts- und Unternehmensethik, Issue 1, 2020, pp. 62-73.
- Fink, M., Hatak, I., Scholz, M. & Down, S. (2020): ‘He who pays the piper calls the tune? Setting the stage for an informed discourse on third-party funding of academic business research’, Review of Managerial Science, Vol. 14, pp. 335–343.
- Scholz, M., de los Reyes, G. & Smith, N.C. (2019): ‘The Enduring Potential of Justified Hypernorms’, Business Ethics Quarterly, Vol. 29 (3), pp. 317-342.
- De los Reyes, G. & Scholz, M. (2019): ‘The Limits of the Business Case for Sustainability: Don’t Count on Creating Shared Value to Extinguish Corporate Destruction’, Journal of Cleaner Production, Vol. 221, pp. 785-794.
- Scholz, M. & de los Reyes, G. (2019): ‘Understanding the Practice Potential and Theoretical Limits of Creating Shared Value’, Competitiveness Review, Vol. 29 (1), pp. 2-14.
- Smith, N.C. & Scholz, M. (2018): ‘Finding Good News for Human Rights After Khashoggi’, MIT Sloan Management Review (US), Vol. 60 (1), pp. 1-14 [Spring issue].
- Ortiz, D., Domnanovich, J., Kronenberg, C. & Scholz, M. (2018): ‘Exploring the Integration of Corporate Social Responsibility into the Strategies of Small- and Medium-Sized Enterprises: A Systematic Literature Review’, Journal of Cleaner Production, Vol. 201, pp. 254-271.
- De los Reyes, G., Scholz, M. & Smith, N.C. (2017): ‘Beyond the “Win-Win”: Creating Shared Value Requires Ethical Frameworks’, California Management Review, Vol. 59 (2), pp. 142–167.
- Scholz, M. & de los Reyes, G. (2015): ‘Creating Shared Value: Grenzen und Vorschläge zur Weiterentwicklung’, Zeitschrift für Wirtschafts- und Unternehmensethik, Vol. 16 (2), pp. 192-202
- Reydon, T.A.C. & Scholz, M. (2014): ‘Searching for Darwinism in Generalized Darwinism’, British Journal for the Philosophy of Science, Vol. 66 (3), pp. 561-589.
- Scholz, M. & Reydon, T.A.C. (2013): ‘On the Explanatory Power of Generalized Darwinism: Missing Items on the Research Agenda’, Organization Studies, Vol. 34 (7), pp. 983-999.
- Reydon, T.A.C. & Scholz, M. (2013): ‘Darwinism and Organizational Ecology: A Case of Incompleteness or Incompatibility?’, Philosophy of the Social Sciences, Vol. 44 (3), pp. 365-374.
- Scholz, M. & Reydon, T.A.C. (2010): ‘Organizational Ecology – No Darwinian Evolution after All. A Rejoinder to Lemos’, Philosophy of the Social Sciences, Vol. 40, pp. 504-512.
- Reydon, T.A.C. & Scholz, M. (2009): ‘Why Organizational Ecology is Not a Darwinian Research Program’, Philosophy of the Social Sciences, Vol. 39, pp. 580-607. [Note that Philosophy of the Social Sciences is not considered in management journal rankings. The article discusses epistemological and ethical problems of theory transfer in management and economics. The journal is considered as the leading journal in the area of Philosophy of the Social Sciences; equivalent of an A-Journal publication].
- Scholz, M. & Reydon, T.A.C. (2008): ‘The Population Ecology Programme in Organization Studies: Problems Caused by Unwarranted Theory Transfer’, Philosophy of Management, Vol. 3 (8), pp. 39-51.

### Bücher
- mit Daniela Ortiz Avram und Marie Czuray (Hrsg.): Verantwortungsvolle Unternehmensführung im österreichischen Mittelstand – Vision und Praxis. Berlin und Wiesbaden, Springer Gabler, 2020, ISBN 978-3-658-25328-8.
- mit Marie Czuray (Hrsg.): Die Normierung gesellschaftlicher Verantwortung von Unternehmen. Springer Gabler, 2016, ISBN 978-3-658-25328-8.
- Theorietransfer in den Wirtschaftswissenschaften. Europäischer Hochschulverlag, 2012, ISBN 978-3-86741-745-7.

### Herausgegebene Zeitschriftenbände
- mit A. G. Scherer, C. Neesham und D. Schoeneborn (Hrsg.): Socio-Technological Conditions of Organized Immaturity in the Twenty-First Century. Business Ethics Quarterly 2022.
- mit M. Fink (Hrsg.): He Who Pays The Piper Calls the Tune? Potentials and Threats of Third Party Funding of Academic Research in Europe. Review of Managerial Science, 2019, Vol. 13.[10]
- mit G. de los Reyes und M. Pfitzer (Hrsg.): CSV - Restoring the Legitimacy of Business and Advancing Competitiveness. Competitiveness Review, Vol. 29 (1).

### Ausgewählte Beiträge in Sammelbänden
- mit Gastón de los Reyes: Response to Porter: Responsibility for realising the promise of shared value: CSV for the legitimacy of capitalism. In: G. Lenssen, N. C. Smith (Hrsg.): Managing Sustainable Business: An Executive Education Case and Textbook. Springer Science+Media, 2019, S. 347–348.
- mit Julijan Krause: Erosion of sovereign control: Deliberation, ‘we-reasoning’, and the legitimacy of norms and standards in a globalized world. In: R. Boleslaw, M. Coutinho de Arruda (Hrsg.): .1. Understanding Ethics and Responsibilities in a Globalizing World. Springer, 2016.
- mit Marie Czuray und Stephane Gartner: Negative Screening und Exklusionsprozesse im Rahmen von Socially Responsible Investing: Der norwegische Pensionsfonds GPFG als Fallstudie. In: H. E. Kopp (Hrsg.): CSR und Finanzratings. Management-Reihe Corporate Social Responsibility. Springer Gabler, 2016.
- mit Gastón de los Reyes: Management von Shared Value – eine legitime Corporate Strategy. In: A. Schneider, R. Schmidpeter (Hrsg.): Corporate Social Responsibility. Springer Gabler, 2015.
- mit N. Craig Smith, Patrick E. Murphy und Alina Reibetanz: Marketingethik – Ein Überblick. In: A. Schneider, R. Schmidpeter (Hrsg.): Corporate Social Responsibility. Springer Gabler, 2015.

### Ausgewählte Beiträge in Branchen- und Massenmedien
- „Unternehmen und ihre politische Haltung: Die erweiterte Rolle des Aufsichtsrats“, Board – Zeitschrift für Aufsichtsräte, 2025 (mit N. Taubken & K. Beckmann)
- „Schnell ist der Ruf beschädigt“, Frankfurter Allgemeine Zeitung / Der Betriebswirt, 2025 (mit B. Kapteina & E. Burkatzki)
- „What Motivates Companies to Act Responsibly“, INSEAD Knowledge, 2024 (mit N. C. Smith)
- „Business and Politics Should Never Mix – Or Should They?“, Forbes India, 2024 (mit N. C. Smith)
- „Aufeinander angewiesen: Freiheit, Demokratie, Soziale Marktwirtschaft“, CSR NEWS, 2024
- „Business and Politics Should Never Mix – Or Should They?“, INSEAD Knowledge Blog, 2024 (mit N. C. Smith)
- „Wie sich die Wirtschaft gegen rechts außen stemmen kann“, Handelsblatt, 2024 (mit T. Beschorner)
- „Wie viel politische Verantwortung hat die Wirtschaft?“, Die Presse (AT), 2024
- „Unternehmen als politische Akteure“, Frankfurter Allgemeine Zeitung, 2024 (mit T. Beschorner)
- „A European Corporate Governance Model: Integrating Corporate Purpose into Practice for a Better Society“, Social Science Research Network, 2023 (mit B. Deffains u. a.)
- „Warum Nachhaltigkeitskonzepte von Unternehmen oft eine Mogelpackung sind“, Handelsblatt, 2023 (mit T. Beschorner)
- „Deutschlands Manager sind politisch apathisch – das geht so nicht weiter“, Handelsblatt, 2023
- „Corporate Diplomacy: Die Relevanz des politischen Engagements von Unternehmen nach der Zeitenwende“, Liz Mohn Center, 2022
- „Nachhaltigkeitsmanagement erfolgreich integrieren“, KMU-Magazin, 2021 (mit A. Busch, D. Ortiz & C. Löffler